# Eumicetoma
Eumicetoma é uma infecção cutânea ou subcutânea crônica causada por fungos do gênero Eumicetos, mais comum em países tropicais e subtropicais entre trabalhadores rurais. Aproximadamente 40% de todos os micetomas (infecções subcutâneas deformantes) do mundo são causadas por eumicetos. Essa infecção começa subcutânea com destruição progressiva dos tecidos conjuntivos podendo invadir músculos, ossos, vasos sanguíneos e linfáticos e nervos. 

## Causas
Podem ser causados por fungos dos gêneros e formam granulomas amarelados ou esbranquiçados:
- Acremonium strictum
- Actinomadura madurae
- Aspergillus nidulans e Aspergillus flavus
- Noetestudina rosatii
- Phaeoacremonium krajdenii[3]
- Pseudallescheria boydii[4]

Enquanto os seguintes gêneros causam grânulos marrons ou negros:
- Aspergillus terreus
- Curvularia lunata
- Cladophialophora bantiana
- Exophiala jeanselmei[5]
- Leptosphaeria senegalensis
- Leptosphaeria tompkinsii
- Madurella grisea[6]
- Madurella mycetomatis[7]
- Pyrenochaeta romeroi

## Diagnóstico diferencial
Os outros tipos de micetomas (infecções subcutâneas deformantes), conhecidos como actinomicetomas, são causados por bactérias e devem ser tratados com bactericidas. Também devem ser diferenciados de tumores malignos, lepra, Úlcera de Buruli e sífilis osteoarticular terciária.[carece de fontes?]

## Epidemiologia
A maioria dos casos são em homens, com menos de 40 anos, em ambientes rurais e que andam descalços. Cerca de 70% dos casos são no pé, causa por inoculação de esporos de eumicetos através de ferida cortante ou perfurante. É mais comum em locais mais expostos a feridas como mãos, braços e pernas, mas pode aparecem em qualquer parte, incluindo testículos, pálpebra e nuca. Outros fatores de risco incluem múltiplas infecções, má nutrição e pouca higiene. 

## Tratamento
Casos leves e moderados podem ser tratados com azóis como fluconazol, cetoconazol, voriconazol ou itraconazol com variados graus de efetividade dependendo do agente causador. Os eumicetos são resistentes a Anfotericina B, que acaba causando mais mal do que bem. Um estudo clínico com 20 casos conseguiu tratar 11 e curar 5 com terbinafina 500 mg por 6 a 12 meses.

## Prevenção
O uso de meia e tênis ou outro calçado, calças, manga larga e luvas que protejam de perfurações é o principal meio de proteção.[carece de fontes?]